# ۱۳۱۳ (خورشیدی)
۱۳۱۳ هزار و سیصد و سیزدهمین سال هجری خورشیدی سالی کبیسه است.

## رویدادها
- ۸ مرداد - سیل در تبریز.
- ۳ دی - تصویب تأسیس کانون جهانگردی و اتومبیلرانی در مجلس شورای ملی.[۱]

تاریخ نامعلوم
- افتتاح آرامگاه جدید فردوسی
- تاسیس دانشگاه تهران
- ثبت نام نام خانوادگی

## زادروزها
- ۲۸ فروردین - ایرج قادری، بازیگر
- ۲ اردیبهشت - یاور همدانی، شاعر و پژوهشگر ایرانی
- ۱۱ اردیبهشت - پرویز ورجاوند، باستان‌شناس و سیاستمدار
- ۲۲ خرداد - حسین سرشار، خواننده و بازیگر
- ۲۳ خرداد - محمود محمودی خوانساری، خواننده
- ۲۳ خرداد - رحیم رحمان‌زاده، پزشک
- ۱۳ مرداد - هژبر یزدانی، از مردان اقتصاد ایران در دورهٔ محمدرضا شاه پهلوی
- ۲۲ مرداد - ساسان سپنتا، موسیقی‌دان و زبان‌شناس ایرانی
- ۲۴ مرداد - ابراهیم‌آبادی، بازیگر
- ۳ شهریور - اکبر هاشمی رفسنجانی، رئیس مجلس خبرگان رهبری ایران، رئیس مجمع تشخیص مصلحت نظام و چهارمین رئیس‌جمهور در نظام جمهوری اسلامی ایران
- ۴ شهریور - محمد اسماعیلی، نوازندهٔ ایرانی تنبک
- ۱۲ شهریور - محمود کیانوش، شاعر، نویسنده و مترجم
- ۱۹ آبان - داوود هرمیداس باوند، دیپلمات، استاد حقوق بین‌الملل و روابط بین‌الملل
- ۲۴ آبان - عباس مهردادیان، بازیگر
- ۵ آذر - جمشید مشایخی، بازیگر
- ۱۵ دی - فروغ فرخزاد، شاعر
- ۱۵ بهمن - علی نصیریان، بازیگر
- ۲ اسفند - اسماعیل فصیح، داستان‌نویس و رمان‌نویس
- ۲۴ اسفند - غلامحسین صدری‌افشار، نویسنده، فرهنگ‌نویس، مترجم و پژوهشگر ایرانی

تاریخ نامعلوم
- محمدمهدی ربانی املشی، روحانی و سیاستمدار

## درگذشت‌ها
- ۲۲ دی - سید ابوالقاسم دهکردی، فقیه و مرجع تقلید شیعه (زاده ۱۲۳۴)
- ۳۰ بهمن - محمود غنی‌زاده، شاعر